# آبی، خاکستری، سیاه
آبی، خاکستری، سیاه شعری است از حمید مصدق در قالب نیمایی که سال ۱۳۴۳ در کتابی به همین نام منتشر شد و از مشهورترین سروده‌هایش به‌شمار می‌رود.

## درونمایه
ابتدا با امید، عشق، زیبایی و نگاهی عرفانی به اطراف دارد. در قسمت‌های ابتدایی سخن از " آسمانها آبی /پر مرغان صداقت آبی "می‌شود. طوری که مخاطب در فضایی قرار می‌گیرد که احساس می‌کند با وجود "تلخی سرد کدورت" و حتی "ابر خاکستری بی باران " شاعر با چشمانی که "چشمه زاینده اشک" می‌باشند، با این حال "خواب پروانه شدن می‌بیند "
اما در اواسط این شعر بلند به "کاستن کاهیدن کاهش جانم کم کم" و خاکستری شدن شعر تا آنجا که شاعر مرگ خود را به تصویر می‌کشد. سپس شاخصه‌های سیاه طبیعت وارد شعر می‌شوند تا آنجا که " باد کولی ای باد /تو چه بی رحمانه/شاخ پر برگ درختان را عریان کردی"
و در انتها شعر سیاه می‌شود. سیاه به آن تعریفی که از شعر انتقادی و شعر اعتراض و مقاومت در ذهن تصور گردد. "من اگر برخیزم. تو اگر برخیزی. همه برمی‌خیزند".